# Fábrica de Louças Santa Catharina
A S.A. Fábrica de Louças Santa Catharina foi a primeira indústria do Brasil a produzir louça branca em grande quantidade, saturando o mercado com grande quantidade de produtos em série. Fundada em 1913, no distrito da Lapa, em São Paulo, pelo imigrante italiano Romeo Ranzini e mais cinco sócios da família Fagundes, a empresa foi responsável pelo desenvolvimento deste setor da indústria em nosso país. Inicialmente a empresa funcionou com o nome “Fagundes, Ranzini & Cia.”

## História
Em 1912, após realizar estudos com argilas, quartzo e granito, encontrados em São Paulo, e o caulim de Santo Amaro e São Caetano, Romeo Ranzini decidiu criar uma empresa para produzir cerâmica branca; chamada cerâmica de pó de pedra. Para tanto, levantou capital junto aos produtores de café; associando-se à família Fagundes, pertencente a aristocracia de produtores de café. Em seguida, viajou para a Itália a fim de contratar operários e técnicos ceramistas; uma vez que no Brasil só existiam especialistas em cerâmica vermelha. Aproveitou a viagem, também, para importar maquinário alemão.
De volta ao Brasil, em 1913 deu início à produção de louças com a marca Fagundes Ranzini & Cia., antecessora da S.A. Fábrica de Louças Santa Catharina. Químico por formação, Ranzini sempre procurava desenvolver novas fórmulas de pastas para a produção de louças e novos pigmentos de cores para vernizes, enquanto outro sócio majoritário, Euclydes Fagundes, cuidava da parte administrativa e financeira da empresa.
No início da década de 1920, já funcionando com a nova razão social, cujo nome seria uma homenagem à santa de devoção da família, a empresa já era reconhecida no país por produzir peças de alta qualidade e beleza, que rivalizavam com as melhores similares estrangeiras. Eram aparelhos de jantar, canecas, vasos, xícaras, peças decorativas e louça sanitária. Em determinada época chegou a produzir até mesmo velas filtrantes, a base de caulim, que eram utilizadas, por exemplo, pelo Instituto Butantã, em filtros especiais usados na fabricação de soro antiofídico.
A iniciativa de Ranzini motivou outros empresários a investirem no setor; e os técnicos que ele trouxe da Itália foram fundamentais para o surgimento de novas empresas. Durante o período da I Guerra Mundial, entre 1914 e 1918, as empresas brasileiras tiveram grande desenvolvimento, lideradas pela Santa Catharina, e passaram a abastecer todo o mercado nacional. Depois da guerra, as louças produzidas na Inglaterra, mais baratas e de melhor qualidade, voltaram a dominar o mercado; mas o setor de louças brancas já estava consolidado no país, com diversas indústrias em São Paulo e nas cidades vizinhas.
Os símbolos, ou selos, impressos no fundo das louças produzidas pela S.A. Fábrica de Louças Santa Catharina apresentam grande variante de desenhos e cores; alguns com as letras FR&C, de Fagundes Ranzini e Cia; outros com as letras F.S.C. ou F.L.S.C., de Fábrica Santa Catharina e Fábrica de Louças Santa Catharina. Tudo indica que não existia logomarca única para identificação da empresa.

## As instalações

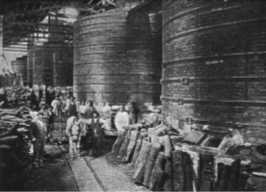
Linha de fornos, com carril externo para transporte das peças. 1922

Romeu Ranzini e seu pai, Xisto Ranzini, eram empreiteiros da construção civil e foram eles os responsáveis pela edificação dos galpões da fábrica. O projeto foi fornecido pela empresa alemã August Reissmann, fabricante do maquinário que Ranzini adquiriu por ocasião de sua viagem à Itália.
O terreno tinha área de 36.000 m², limitado pelas ruas Aurélia, Coriolano, Fábia e Catão; na Vila Romana, no distrito da Lapa. A construção dos primeiros pavilhões foi concluída em 1912, e ampliações foram sendo feitas ao longo de sua existência.
A empresa possuía 10 fornos intermitentes, que funcionavam com carvão ou lenha, sendo 4 com 4 metros de diâmetro; 2 com 6 metros de diâmetro; e outros 4 com 8 metros de diâmetro. As chaminés desses fornos chegavam a 55 metros de altura. As primeiras máquinas eram de origem alemã, e as demais, obtidas para ampliação da produção, eram nacionais.
Nos primeiros anos, as máquinas utilizada pela Santa Catharina não tinham motor próprio; dependendo de uma máquina a vapor, chamada locomóvel, para funcionarem. Isso pode parecer estranho, já que em 1912 existiam várias usinas produtoras de eletricidade no Estado de São Paulo, e a Light and Power Company já atuava na distribuição de eletricidade na cidade. Entretanto, até o ano de 1920, a eletricidade produzida em São Paulo era de uso, prioritário, no transporte público; o que justifica a utilização de uma locomóvel pela indústria.
Além dos setores diretamente ligados à atividade-fim, a empresa também tinha setores auxiliares como: oficina de carpintaria e caixotaria; oficina mecânica, para fabricação de peças e manutenção das máquinas; setor de embalagens; setor de exposição de peças; e laboratório quimico.

## Os funcionários

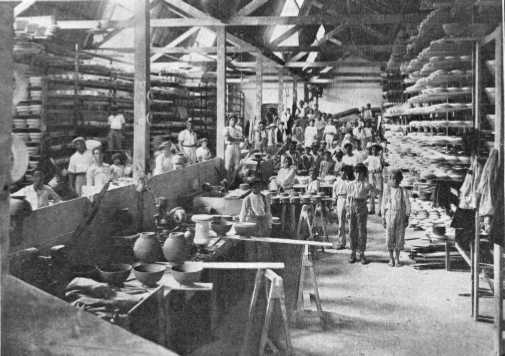
Funcionários da Fábrica de Louças Santa Catharina, 1922

Inicialmente, Romeo Ranzini contou com o conhecimento e a experiência de técnicos e operários italianos que haviam assumido compromisso em contrato, para organizar e dar início à produção. Quando, por volta de 1916, os contratos terminaram, esses italianos especializados deixaram a Santa Catharina para realizarem o sonho de fundar suas próprias empresas em São Paulo, ou em cidades vizinhas. Assim surgiram, em 1918, a Manetti Pedotti & Cia, que se estabeleceu em Pilar, hoje Mauá; e a Indústria de Louças Zappi S/A, no bairro de Vila Prudente; e muitas outras.
A Santa Catharina foi a primeira indústria brasileira a produzir louça branca em grande quantidade, de modo que seus operários não tinham nenhuma experiência nesse tipo de produção, entretanto, isso não afetava a qualidade dos produtos porque a empresa adotou um sistema taylorista, que conjugava mão-de-obra intensiva com equipamentos simples.
No início da década de 1921 a Fábrica de Louças Santa Catharina contava com, aproximadamente, mil operários de várias nacionalidades, sendo grande parte, mulheres e crianças. Um texto da época, com teor propagandístico, informava que entre os imigrantes havia, inclusive, japoneses. Também anunciava o aumento das instalações da fábrica e previa que o número de operários iria dobrar.

## A extinção
Depois de sucessivas crises financeiras e a morte de Euclydes Fagundes, um dos sócios majoritários responsável pela administração financeira da empresa; em 1927 a Cia. Santa Catharina é incorporada ao Grupo Matarazzo, como pagamento de dívidas contraídas com o Banco Matarazzo. Romeu Ranzini permaneceu, por quatro anos, coordenando a produção da então Cerâmica Matarazzo. Anos mais tarde, Romeu Ranzini fundou outra empresa na Lapa; a Fábrica de Louças Romeu Ranzini, e, em 1940, outra fábrica em Osasco.